# Ausserberg
Ausserberg is een gemeente en plaats in het Zwitserse kanton Wallis, en maakt deel uit van het district Westlich Raron.
Ausserberg telt 642 inwoners.

## Geschiedenis
Sinds 1923 behoort ook de voormalige gemeente Gründen tot de gemeente Ausserberg.